# Harry Potter (lik)
Harry James Potter (rođ. 31. srpnja 1980.) glavni je lik serijala knjiga i filmova Harry Potter spisateljice J.K. Rowling. Sin je jedinac Jamesa i Lily Potter koji su stradali te je on već kao jednogodišnja beba došao u dom Dursleyjevih, gdje je proveo narednih deset godina.
Harry je naslijedio majčine zelene oči i očevu neobično kuštravu crnu kosu. Ranije je opisivan kao nizak i mršav za svoje godine. Također ima i tanak ožiljak na sredini čela u obliku munje. To je jedini tjelesni znak ubojite kletve (Avada Kedavra) koju je na njega bacio Lord Voldemort 31. listopada 1981. i koja je ubila njegove roditelje i uništila njihovu kuću.
Harry pohađa Hogwarts, školu vještičarenja i čarobnjaštva. Njegovi najbolji prijatelji su Ronald Weasley i Hermione Granger.
Glumac Daniel Radcliffe utjelovljuje lik Harryja u svim snimljenim filmovima.

## Prije romana o Harryju Potteru
Harry je u čarobnjačkom svijetu poznat po tome što je preživio napad zlog Lorda Voldemorta, jednog od najmoćnijih čarobnjaka svih vremena i najvećeg negativca u serijalu kad je bio star tek godinu dana. Voldemort je izgubio svoju moć i tijelo, ali ipak je preživio uz svoje horkrukse.
James i Lily Potter tada su ubijeni dok su pokušavali zaštititi malog Harryja od Voldemortova napada. James je umro prvi, na ulazu u kuću, u pokušaju da zaustavi Voldemorta. Lily se pak odlučila žrtvovati za svog sina, iako je imala izbor, i tako je zaštitila Harryja drevnom magijom. Tako se ubojita kletva, Avada Kedavra, "odbila" od Harryja na Voldemorta i Harry je preživio. Zbog toga je Voldemort izgubio moći, ali ipak mu je ostalo snage da preživi i jednog se dana opet vrati na vlast.
Taj je događaj doveo do Harryjeve slave u čarobnjačkom svijetu i nadimka - "dječak koji je preživio" - zato što je on jedina osoba koja je preživjela kletvu Avadu Kedavru i smatraju ga razlogom Voldemortova pada. A jedini je vidljivi znak da se tako mlad susreo s Voldemortom ožiljak u obliku munje kojeg Harry ima na čelu.
Unatoč činjenici da je Harry preživio pokušaj ubojstva, do pete knjige nema pojma zašto je Voldemort izgubio moć i u Harryju Potteru i Odaji tajni potvrđuje to govoreći Voldemortu:
Nitko ne zna zašto si izgubio svoju moć kad si mene napao. Ne znam ni ja, ali znam zašto me nisi ubio...
Nakon smrti svojih roditelja Harry je bio prisiljen živjeti s jedinom obitelji koja mu je ostala - sestrom svoje majke, Petunijom Dursley, i njezinim mužem, Vernonom, u malom engleskom gradiću Little Whingingu u Surreyju. Dursleyevi žive u Kalininu prilazu br. 4 u velikoj, besprijekorno održavanoj četverosobnoj kući i čine se posve dobrima i normalnima. Ali baš i nisu, tako su prvih deset godina zanemarivali Harryja u korist njihovog sina Dudleyja i u pokušaju da Harryju "izbiju" iz glave magiju i učine ga "normalnim", držali su ga u izolaciji od čarobnjačkog svijeta i svih njegovih utjecaja.
Jako je važno naglasiti da Harry nije čistokrvni čarobnjak, već je miješane krvi - po svojem ocu potomak je čistokrvnih čarobnjaka, ali njegova je majka vještica rođena u bezjačkoj obitelji.

## Pojavljivanje u romanima

### Harry Potter i Kamen mudraca
Kao što je rečeno i Harryju Potteru i Kamenu mudraca, Harry nije ni znao da je čarobnjak do svog jedanaestog rođendana, kad mu je Rubeus Hagrid, lovočuvar u Hogwartsu i pomoćnik Albusa Dumbledorea, objasnio situaciju i rekao mu za njegovu slavu u čarobnjačkoj zajednici. S vremenom je Harryju počela ići na živce njegova slava, što je i utjecalo na njegove odnose s drugima, tako da su se oni ili sažalili nad njim ili su ga mrzili.
Kratko nakon svih tih saznanja o čarobnjačkom svijetu i svojoj ulozi u njemu, Harry je započeo školovanje u školi vještičarenja i čarobnjaštva u Hogwartsu. Tamo je svrstan u gryffindorski dom i ubrzo se sprijateljio s Ronom Weasleyjem, a kasnije i s Hermionom Granger. Međutim, Draco Malfoy, koji je svrstan u Slytherinski dom, postao je Harryjev najveći neprijatelj u Hogwartsu. Harry dijeli spavaonicu s Ronom, Nevilleom Longbottomom, Seamusom Finniganom i Deanom Thomasom. Njegova je prva godina obilježena, između ostalog izabran je na poziciju tragača u gryffindorskoj metlobojskoj ekipi zbog svoje prirodne nadarenosti za letenje i tako je postao najmlađi igrač nekog doma u posljednjih stotinu godina.
Zaštita koju je Harry dobio žrtvom svoje majke još mu je jednom pomogla kad se Lord Voldemort potajno vratio u čarobnjački svijet u potrazi za Kamenom Mudraca da bi vratio svoje tijelo. Koristeći tijelo profesora Quirrella, učitelja u Hogwartsu, Voldemort je došao u školu u potrazi za kamenom. Harry je uspio preživjeti susret s Voldemortom i ponovno ga oslabiti koristeći zaštitu svoje majke. Voldemort nije mogao dotaknuti Harryja pa je pobjegao, ostavljajući Quirrella da umre.

### Harry Potter i Odaja tajni
U Harryju Potteru i Odaji tajni, Harry se suočio s još izazova. Neki su mu samo malo smetali (kao pokušaji Gilderoya Lockharta da iskoristi njegovu slavu i veliko poštovanje Colina Creeveyja), dok su drugi bili puno ozbiljniji i teže podnošljivi, kao na primjer kad je pred cijelom školom otkriven kao parselust (osoba koja govori zmijski jezik) i kad je bio pod sumnjom da je Slytherinov baštinik te okrivljavan za seriju napada koji su se dogodili u školi. Ali njegov je najteži izazov bio smrtonosni basilisk kojeg je pustio duh Toma Riddlea, mladog Voldemorta. Tom Riddle pustio je zmiju iz odaje kontrolirajući Ginny Weasley pomoću dnevnika koji je sadržavao dio njegove duše.
Harry je dokazao svoju hrabrost i odvažnost kada je spasio Ginny, ubio basiliska mačem Godrica Gryffindora i pobijedio Riddlea tako što je u dnevnik zabio jedan basiliskov zub i time uništio Riddleov duh, odnosno jedan od Voldemortovih šest horkruksa.

### Harry Potter i Zatočenik Azkabana
U Harryju Potteru i Zatočeniku Azkabana Harry se počeo mijenjati. Bio je ljut zato što je vjerovao da je Sirius Black, koji je nedavno pobjegao iz Azkabana, odgovoran za otkrivanje mjesta skrivanja njegovih roditelja Voldemortu. Harry je otkrio i da je Black bio njegov krsni kum i najbolji prijatelj njegovog oca. To je dodatno razbijesnilo Harryja pa je želio pronaći i ubiti Blacka. Kasnije je Harry otkrio da Sirius nije izdao njegove roditelje, nego da je to učinio sluga Lorda Voldemorta, Peter Pettigrew, još jedan stari prijatelj Harryjeva oca i Siriusa. Do kraja priče Sirius je već ponudio Harryju nešto što je Harry želio cijelog života: dom daleko od Dursleyja. Harry je to brzo i s veseljem prihvatio, ali izgubio je tu priliku za sretniji život zato što nije skinuta ljaga sa Siriusova imena pa je on morao nastaviti bježati od vlasti, koja je ostala u uvjerenju da je on ubojica.

### Harry Potter i Plameni Pehar
U Harryju Potteru i Plamenom Peharu, Harry je tajanstveno izabran da se natječe na Tromagijskom turniru, iako se on nije ni prijavio, a nije ni dovoljno star da se kvalificira. Natjecanje se sastoji od tri opasna zadatka, a posljednji završava svojevrsnom utrkom za osvajanje Tromagijskog pokala. Nakon što su i Harry i Cedric Diggory izabrani za prvake Hogwartsa, oni polako postaju prijatelji. Harry je otkrio Cedricu ono što su svi drugi prvaci već znali - u prvom će zadatku biti zmajeva. U zamjenu za tu Harryjevu pomoć, Cedric Harryju daje savjet kako shvatiti trag koji su dobili za sljedeći zadatak.
Nakon što su Cedric i Harry pomogli jedan drugome u trećem zadatku, labirintu punom raznih čudovišnih stvorenja i čarobnih prepreka, nijedan od njih ne želi uzeti pokal, osjećajući da ga onaj drugi više zaslužuje. Cedric ne bi došao do pokala da mu Harry nije pomogao u zadnjem trenutku. Harry pak ne bi pobijedio u utrci s Cedricom, zato što mu je noga ozlijeđena. Zato oni odluče zajedno i u isto vrijeme posegnuti za pokalom, nesvjesni toga da je pokal zapravo putoključ. On ih preveze ravno do groblja gdje ih očekuje sam Lord Voldemort.
Harry svjedoči ubojstvu Cedrica, kojeg je ubio Peter Pettigrew kletvom Avada Kedavra. Odmah nakon toga, Harry je svezan i svjedoči čaroliji koja je vratila tijelo Lordu Voldemortu (čarolija je uključivala i Harryjevu krv koja je Voldemortu omogućila "imunost" na Harryja).
Voldemort zove svoje smrtonoše, i nezadovoljan je zato što ga nisu prije potražili. Zatim se odluči boriti s Harryjem prije nego što ga ubije. Ali ne zna da su njegov i Harryjev štapić braća (imaju istu jezgru, perje koje pripada Dumbledoreovu feniksu, Fawkesu). Kad su takvi štapići prisiljeni boriti se jedan protiv drugog, oni stvore posebnu vezu, čaroliju Priori Incantatem zbog koje su iz Voldemortovog štapića počeli izlaziti "duhovi" svih onih koje je ubio. To uključuje Harryjeve roditelje i Cedrica (ubio ga je Pettigrew, ali Voldemortovim štapićem), koji zatraži od Harryja da njegovo tijelo odnese njegovim roditeljima. Duhovi su pomogli Harryju da pobjegne s groblja pomoću putoključa.
Harry saznaje da je novi profesor Obrane od mračnih sila, "Divljooki" Moody, zapravo varalica. To je zapravo bio Barty Crouch ml. koji je planirano uspio pomoći Voldemortu da se ponovno dočepa tijela. On je i prijavio Harryja na turnir te pokušao osigurati da Harry dođe do Tromagijskog pokala. Nakon što su Harry, Dumbledore, Snape i McGonagallica čuli Crouchevo svjedočenje, Harry se prisjetio svih događaja za Dumbledorea i svog krsnog kuma. Dakle, u ovom je romanu Lord Voldemort povratio svoju izgubljenu moć.

### Harry Potter i Red feniksa
Harry Potter i Red feniksa počinje dok je Harry na ljetnim praznicima kod Dursleyjevih. Očajan je zbog vijesti koje pristižu iz čarobnjačkog svijeta, a zna i da se Voldemort vratio (u što Ministarstvo magije odbija povjerovati). Napadnu ga dementori i on mora koristiti čaroliju Patronus kako bi spasio sebe i svojeg bratića, Dudleyja, iako je maloljetnim čarobnjacima zabranjeno baviti se magijom izvan škole.
Harryja je nakon napada nekolicina članova ponovno okupljenog Reda feniksa odvela u kuću na Grimmauldovom trgu br. 12, novo sjedište Reda feniksa, čiji je vlasnik bio Sirius Black, Harryjev krsni kum. Harry saznaje da se Red priprema za Voldemortove napade, ali ne uspijeva doći do drugih informacija. Ron i Hermione obavještavaju Harryja da Ministar magije, Cornelius Fudge, organizira kampanju protiv njega i Dumbledorea; Dnevni je prorok počeo po nalogu Ministarstva objavljivati članke koji Dumbledorea i Harryja opisuju kao lažove koji "tvrde" da se Lord Voldemort vratio.
Ministarstvo je pozvalo Harryja na saslušanje zato što se ilegalno koristio magijom, a u najgorem je slučaju to saslušanje moglo završiti izbacivanjem iz Hogwartsa. Ipak, Dumbledore je uspio doći do Arabelle Figg koja je svjedočila da se Harry poslužio magijom u samoobrani i Harry je oslobođen svih optužbi. Međutim, Fudge koristi svoj utjecaj kako bi postavio Dolores Umbridge, svoju vjernu suradnicu, na mjesto profesorice Obrane od mračnih sila u Hogwartsu kako bi ona mogla špijunirati Dumbledorea i Fudgea obavještavati o svemu što se događa u školi. Kasnije postaje jasno da je upravo Umbridgeica naredila dementorima da napadnu Harryja.
Imenovana Velikom inkvizitoricom Hogwartsa, Umbridge je dobila moć mijenjanja školskih pravila kojima je ograničila što profesori i učenici smiju raditi. Svoje razrede nije učila praktičnoj strani Obrane od mračnih sila nego samo teoriji koju je odobrilo Ministarstvo magije, a Harry je pokušala natjerati da se odrekne svojih tvrdnji o Voldemortu sadističkim kaznama, ali on je ostao ustrajan vjerujući da čarobnjački svijet mora znati istinu. Na Hermionin poticaj Harry potajno osniva tajnu grupu (sarkastično nazvanu "Dumbledoreova Armija" ili D.A., kao ruganje paranoji Ministarstva) kako bi učenike podučio samoobrani.
Tijekom školske godine Harryja progone uznemirujuće vizije, a jedna od njih dovodi do spašavanja Arthura Weasleyja nakon što ga napadne Voldemortova zmija Nagini. Dok je bio u posjetu gospodinu Weasleyju u Bolnici svetog Munga za magične ozljede i bolesti Harry je doznao da tijekom svojih vizija on zapravo ima uvid u Voldemortov um i zato se boji da ga Voldemort opsjeda, iako Ginny, koju je u Harryju Potteru i Odaji tajni zaista opsjeo Voldemort procjenjuje da Harry nije opsjednut i da se između Harryjevog i Voldemortovog uma događa nešto drugo.
Kad Voldemort postane svjestan mentalne povezanosti između sebe i Harryja, on u Harryjev um usadi lažnu viziju u kojoj je Sirius mučen u Ministarstvu magije. Harry i članovi D.A. Ron Weasley, Hermiona Granger, Ginny Weasley, Neville Longbottom i Luna Lovegood lete u sjedište Ministarstva u London na školskim testralima - krilatim, reptilskim konjima. U Londonu padaju u zamku Voldemortovih smrtonoša koji pokušavaju ukrasti staklenu kuglu u kojoj se nalazi proročanstvo koje se tiče Harryja i Voldemorta. Samo oni na koje se proročanstvo odnosi mogu uzeti kuglu s police na kojoj je pohranjena, ali Voldemort se ne želi izlagati takvome riziku; umjesto toga namamio je Harryja da uzme proročanstvo. Učenici se bore sa smrtonošama, a ozljeđenih ima na obje strane. Bellatrix Lestrange muči Nevillea kletvom Cruciatus, istom čarolijom kojom je njegove roditelje dovela do ludila. Tijekom borbe krhka je kugla razbijena zbog čega je proročanstvo uništeno. U pravom trenutku u Odjel tajni, gdje se bitka i vodila, ulaze članovi Reda feniksa koji nastavljaju borbu sa smrtonošama. Sirius tragično umire nakon što ga je pogodila čarolija iz štapića njegove rođakinje Bellatrix; njegovo tijelo nestaje iza tajanstvenog luka prekrivenog velom. Harry u bijesu trči za Bellatrix do predvorja zaklevši se da će je ubiti, ali neuspješno pokušava baciti na nju neoprostivu kletvu. Odjednom se pojavljuje Voldemort koji pokušava ubiti Harryja kletvom Avada Kedavra, ali stiže i Dumbledore te započinje njihov dvoboj. Voldemort bježi dezaparatirajući se s Bellatrix, ali ga prije toga uspiju vidjeti Ministar magije i drugi zaposlenici Ministarstva.
Ministarstvo magije zatim obavještava čarobnjačku javnost o Voldemortovom povratku,a također Ministar magije Fudge daje ostavku. Ponovno u Hogwartsu Dumbledore objašnjava Harryju da ga je Voldemort pokušao ubiti kao bebu baš zbog tog proročanstva te pokazuje Harryju vlastito sjećanje na to proročanstvo koje je pred njim izrekla profesorica Trelawney. Još uvijek shrvanog zbog Siriusove smrti Harryja ne zanima proročanstvo i u tom trenutku još nije svjestan svoje sudbine - da mora ubiti Voldemorta ili će ga Voldemort ubiti.

### Harry Potter i Princ miješane krvi
U Harryju Potteru i Princu miješane krvi čarobnjačka je populacija Harryja počela nazivati "Izabranim" nakon što je Dnevni Prorok objavio vijest o proročanstvu koje govori da će Harry ubiti Voldemorta. Harry informira Rona i Hermionu o proročanstvu, ali odbija pomoći novoizabranom ministru magije, Rufusu Scrimgeouru, govoreći da je "Dumbledoreov čovjek do srži".
Nakon što su Harry, Ron i Hermiona primijetili čudno ponašanje Draca Malfoyja u Zakutnoj ulici, Harry je posumnjao da se Draco možda pridružio smrtonošama, ali Ron i Hermione to su smatrali apsurdnim.
U Hogwartsu je Harry užasnut saznanjem da je novi profesor Obrane od mračnih sila Severus Snape. Mjesto profesora Čarobnih napitaka preuzeo je Dumbledoreov stari kolega, Horace Slughorn. Slughorn Harryju posuđuje stari udžbenik iz čarobnih napitaka koji je pripadao učeniku koji je sebe nazivao "Princem miješane krvi". Korisne rukom pisane bilješke po cijeloj knjizi pomažu Harryju na Čarobnim napicima i on u očima profesora Slughorna postaje stručnjak za čarobne napitke te uspijeva čak i osvojiti bočicu napitka Felix Felicis koji donosi sreću. U međuvremenu se Harry ponovno zaljubljuje i to u Ronovu sestru, Ginny.
Dumbledore je počeo Harryju držati privatne satove koji su zapravo putovanja u sjećanja različitih osoba koja se tiču Voldemorta i koja su pohranjena u Situ sjećanja. Jedno sjećanje, ono profesora Slughorna, bilo je preinačeno pa je Dumbledore dao Harryju zadatak da uvjeri Slughorna da mu da cjelovito i točno sjećanje. Harry je iskoristio dozu Felixa Felicisa i dobio sjećanje, a usput je riješio i nekoliko manjih problema. Sjećanja nisu otkrila samo Voldemortovu osobnost već i način na koji ga je moguće ubiti zato što je dušu podijelio na sedam dijelova, skrivajući šest njezinih dijelova u predmete nazvane horkruksi. Sedmi je dio duše ostao u njegovom tijelu. Čak i ako je njegovo tijelo uništeno ne može umrijeti dok god postoje horkruksi. Sjećanja su sugerirala u kojim bi predmetima mogli biti skriveni dijelovi Voldemortove duše.
Na Božić je Harry načuo svađu profesora Snapea i Draca Malfoyja u kojoj je Snape priznao da je s Malfoyjevom majkom, Narcissom, sklopio Neprekršivu zakletvu kojom se obvezao da će pomoći Dracu u izvršavanju zadatka za svog "Gospodara". Hermione je još uvijek odbijala vjerovati da je Draco smrtonoša, a Dumbledore je rekao da ga taj razgovor ne zanima; obje su reakcije frustrirale Harryja.
Dumbledore je pozvao Harryja da zajedno s njim pođe u špilju za koju je vjerovao da je u njoj skriven horkruks. Prije odlaska u špilju Harry je sreo profesoricu Trelawney koja mu je rekla više o proročanstvu pa je on otkrio da je Snape odgovoran za odavanje dijela proročanstva Voldemortu. Profesorica mu je rekla i za čudna zbivanja u Sobi potrebe što je Harryja dovelo do zaključka da je Draco završio pripreme za svoj plan protiv Dumbledorea. Dumbledore nije bio zabrinut i njihova je misija nastavljena, iako je Dumbledore teško ozlijeđen.
Dumbledore i Harry se vraćaju u školu i otkrivaju da su u nju upali smrtonoše. Harryja, koji je nosio čarobni plašt nevidljivosti, imobilizirao je Dumbledore kad su se suočili s Dracom na vrhu astronomskog tornja. Dok je Dumbledore razgovarao s Dracom o njegovom planu i pokušavao ga odgovoriti od ubojstva na tornju im se pridružilo još smrtonoša. Uskoro je stigao i Snape koji je naredio smrtonošama da stanu u stranu, a zatim je kletvom Avada Kedavra usmrtio Dumbledorea čije je tijelo palo s tornja. Harry se nije mogao micati i bio je prisiljen cijeli događaj odgledati u tišini i užasavanju.
Čarolija bačena na Harryja gubi svoj učinak zato što je Dumbledore, koji je čaroliju bacio, mrtav. Harry zatim trči za Snapeom koji otkriva da je on zapravo Princ miješane krvi. On odbija sve kletve koje na njega baca Harry, ali mu ne pokušava nauditi, a u tome sprječava i druge smrtonoše. Harry uzima medaljon koji se još uvijek nalazio u blizini Dumbledoreova tijela, a kojeg su našli u špilji. Poruka u medaljon otkriva da to nije horkruks; pravi je horkruks već ukrala osoba s inicijalima R.A.B. Ogorčeni Harry shvaća da je Dumbledore umro bez razloga.
Nakon Dumbledoreovog pogreba Harry odlučuje napustiti Hogwarts zaklinjući se da će uništiti četiri preostala Voldemortova horkruksa. Dva su već uništena - jednog (Riddleov dnevnik) uništio je Harry, a drugoj (prsten) Dumbledore - a tajanstveni je R.A.B. možda uništio treći (medaljon). Harry također želi osvetu te sada mrzi Snapea koliko i Voldemorta. Kako bi zaštitio Ginny od Voldemorta on prekida njihovu vezu, ali Ron i Hermiona odlučuju pratiti ga u njegovoj potrazi za horkruksima.
Ponovno potvrda Ronove i Hermionine odanosti dolazi nakon godine tijekom koje su veze između prijatelja bile testirane na različite načine. Ta gesta, zajedno s približavanjem Harryjevog sedamnaestog rođendana (punoljetnost u čarobnjačkom svijetu) i mogućnost da Hogwarts ne nastavi s radom simboliziraju kraj preostale dječje nevinosti kod likova. Sada su gotovo odrasli i spremni zajedno se suočiti s Voldemortom.

### Harry Potter i Darovi smrti
U Harryju Potteru i Darovima smrti, Harry provodi u djelo svoju odluku da napusti Hogwarts i krene u potragu za preostalim Voldemortovim horkruksima. Malo prijenjegovog sedamnaestog rođendana, Harry se potajno seli iz doma Dursleyjevih, ali grupu iz zasjede napadnu smrtonoše i Voldemort te je Divljooki Moody ubijen. Harry te Ron i Hermiona, koji su mu se pridružili, pronalaze Slytherinov medaljon; trio zatim luta Velikom Britanijom izbjegavajući zarobljavanje dok traže horkrukse. Iako ne pronalaze horkrukse, uspijevaju doći do Gryffindorovog mača, predmeta kojeg su napravili goblini, koji može uništiti horkrukse.
Harry tijekom potrage saznaje za mračnu prošlost Albusa Dumbledorea, postojanje Darova smrti-triju predmeta koji, po legendi, jednog čine gospodarem smrti. Inteligentnim proučavanjem reakcije Bellatrix Lestrange kad je trio zarobljen, doznaju lokaciju sljedećeg horkruksa. Uspijevaju pobjeći uz pomoć Petera Pettigrewa, koji se odužio Harryju za svoj život[HP3], iako ga zbog toga ubija vlastita srebrna ruka. Harry, Ron i Hermiona uz pomoć goblina Griphooka provaljuje u banku Gringotts i dolazi do Hufflepuffkinog pehara - horkruksa, iako Harry usput ostaje bez mača kojeg uzima Griphook pa ne može odmah uništiti pehar.
Nakon kratkih "pogleda" u Voldemortov um, Harry zaključuje da je Ravenclawkina dijadema također horkruks koji je skriven u Hogwartsu. Tijekom kaotične bitke koja se vodila u samoj školi i na njezinom posjedu, dijadema je uništena u Sobi potrebe, i to nakon što su Draco Malfoy, Crabbe i Goyle pokušali ubiti Harryja. Ron i Hermiona uništavaju horkruks pehar pomoću baziliskovih očnjaka koje su uzeli iz Odaje tajni. Harry se priprema za uništenje posljednjeg horkruksa - zmije Nagini - i susret s Voldemortom.
Voldemort naređuje Nagini da ubije Snapea, ali Snape na samrti daje Harryju svoja sjećanja koja pokazuju da je Snape bio odan Dumbledoreu i otkrivaju da je Harry sedmi horkruks, za kojeg Voldemort ne zna. Također, Harry saznaje da mora umrijeti kako bi pobijedio Voldemorta. Harry se odlazi suočiti s Voldemortom. Ipak, "smrt" koja očekuje Harryja nije stvarna; u snu ili u zagrobnom životu, Harry sreće Dumbledorea koji mu objašnjava da ga zbog Harryjeve krvi koja teče i Voldemortovim žilama, Gospodar tame ne može ubiti, iako je horkruks koji je bio u njemu uništen Voldemortovom kletvom.
Dok se bitka približava vrhuncu, Neville Longbottom odsijeca Nagini glavu koristeći Gryffindorov mač koji se pojavio u Razredbenom klobuku. Molly Weasley baca kletvu na Bellatrix Lestrange te ova umire. Među mnogim mrtvima su i Remus Lupin, Tonks, Fred Weasley i Colin Creevey. Harry se vraća u život, iako se pretvara da je mrtav, te ga donose pred Hogwarts kao trofej Voldemortove vojske. Dok se borba nastavlja Harry se neprimjetno pokriva plaštom nevidljivosti. Kako je posljednji horkruks uništen, Harry otkriva da je živ i spreman za borbu s Voldemortom. bazgov štapić (Elder Wand) kojeg je Voldemort ukrao iz Dumledoreove grobnice[HP7] svoju je odanost dao Harryju, što Gospodar Tame nije znao, te je odbio baciti kletvu Avada Kedavra na svog gospodara. Kletva se odbila na Voldemorta i, zato što su svi njegovi horkruksi uništeni, ubila ga.

#### 19 godina poslije
Epilog Darova smrti događa se devetnaest godina nakon događaja opisanih u knjizi. Harry i Ginny su u braku i imaju troje djece; Jamesa, najstarijeg, Albusa Severusa i Lily. Okupljajući se na kolodvoru King's Cross, Harry i Ginny, a također i Ron i Hermiona, šalju svoju djecu u Hogwarts. Draco Malfoy i njegova žena Astoria također ispraćaju svoga sina, Scorpiusa. Draco i Harry samo se pozdrave kratkim klimanjem glavom.
Kad mali Albus, koji kreće na prvu godinu, zabrinuto razmišlja o tome kako bi mogao biti svrstan u Slytherine, Harry mu kaže kako je jedan od njegovih imenjaka bio Slytherin i najhrabriji čovjek kojeg je poznavao. Teddy Lupin (sin pokojnih Remusa i Tonks) također je na kolodvoru i primijećeno je da se ljubio s Victoire Weasley, Billovom i Fleurinom kćeri.
Harryja ožiljak nije zabolio još od Voldemortovog poraza i tako završava knjiga.
U intervjuu kojeg je dala nakon izlaska knjige, J. K. Rowling otkrila je dodatne informacije o likovima. Harry radi u Ministarstvu magije kao Auror. Ministar magije Kingsley Shacklebolt imenovao je Harryja šefom Aurora. Harry povremeno predaje na satovima Obrane od mračnih sila u Hogwartsu.

## Karakterizacija

### Osobnost i veze
Zbog djetinjstva provedenog kod Dursleyjevih gdje ga nikad nisu voljeli, Harryjeva je najveća želja da bude među onima kojima je stalo do njega i da onima koje on voli nitko ne naudi. On polako shvaća da je to nemoguće dok je Voldemort živ. Zbog radoznalosti i želje za istraživanjem čarobnjačkog svijeta često kreće u avanture kojima se izlaže riziku; ali obično pokušava uvjeriti svoje prijatelje da ne ugrožavaju sebe prateći njega. Unatoč tome, njegovi najodaniji prijatelji odbijaju dopustiti mu da se s izazovima suočava sam.
Harry se lako razljuti kad netko vrijeđa ili prijeti onima do kojih je njemu stalo. Ima niski prag tolerancije za sve za koje smatra da pripadaju "drugoj strani" - bili to smrtonoše, ljudi koji ne vjeruju njegovom i Dumbledoreovom svjedočanstvu ili neki Slytherini. Kao i njegov prijatelj Ron, Harry nije uvijek najbolji učenik pa se često oslanja na Hermioninu pomoć. Harry je razvio i poseban smisao za humor kojim često uspijeva okrenuti tuđe uvrede protiv njih samih.
Neke se Harryjeve pogreške mogu pripisati patnjama i nesrećama tijekom života. Harry je osobno svjedočio trima ubojstvima i bio je prisiljen ponovno poživjeti svoju najraniju i najstrašniju uspomenu - ubojstvo svojih roditelja koji su se suprotstavili Voldemortu. Bio je prisutan kad je njegovog školskog kolegu, Cedrica Diggoryja, ubio Peter Pettigrew, vidio je ubojstvo svojeg krsnog kuma Siriusa Blacka kojeg je u Ministarstvu magije ubila Bellatrix Lestrange, a svjedočio je i smrti svojeg najvećeg zaštitnika i mentora, ravnatelja Hogwartsa Albusa Dumbledorea, kojeg je ubio Severus Snape. Do sada se Harry pet puta suočio s Voldemortom, računajući prvi Voldemortov pokušaj da ubije Harryja još kao novorođenče.
Tijekom većeg dijela svog radnog života Harry se morao nositi sa svojim okrutnim i bezosjećajnim skrbnicima, Dursleyjevima, koji koriste svaku priliku kako bi ponizili i omalovažavali Harryja, njegove roditelje i čarobnjački svijet. Na drugoj je godini cijela škola sumnjala da je Harry odgovoran za puštanje baziliska na učenike. Na četvrtoj je godini optužen za varanje kako bi se mogao natjecatina Tromagijskom turniru. Na petoj je godini izdržao situaciju u kojoj se većina čarobnjačke zajednice okrenula protiv njega vjerujući da je on samo lažljivac željan pažnje i prevarant; zbog toga se više povukao u sebe, a učenici su ga zadirkivali.
Harry se istovremeno nosi i s uobičajenim tinejdžerskim problemima i vezama. Na primjer, iako je lako sklopio čvrsto prijateljstvo s Hermionom i Ronom, bila mu je potrebna velika hrabrost da pozove Cho Chang, lijepu Ravenclawku, na spoj. Ponekad se Harry ljuti na Rona i Hermionu, pogotovo kad se njih dvoje svađaju. Međutim, njihovo prijateljstvo jača tijekom godina, a J. K. Rowling je čak rekla da je Harry prihvatio Rona i Hermionu kao članove obitelji. Tijekom njihove šeste godine, kad se Ron i Hermiona ozbilnjo posvađaju, Harry je odlučan da ostane prijatelj s oboje što (iako Rona još uvijek vidi kao najboljeg prijatelja) pokazuje da su Ron i Hermiona sada više jednaki u njegovom životu; u sličnoj situaciji na trećoj godini Harry je izabrao da ostane prijatelj s Ronom na račun svojeg prijateljstva s Hermionom.
Harry je razvio prijateljstva i s mnogim odraslim likovima, posebno s Rubeusom Hagridom i Albusom Dumbledoreom. Obitelj Weasley postala je Harryjeva zamjenska obitelj. Gospođa Weasley posebno se istakla kao majčinska figura; ona Harryja smatra sinom, a prema njemu se ponekad odnosi i ljepše nego prema vlastitoj djeci. Slično tome i njezini se sinovi prema Harryju odnose kao prema bratu, a gospodin Weasley pokazuje očinsku ljubav prema Harryju. Kad Harry sazna da su Sirius Black i njegovi roditelji bili usko povezani, Harry na njega počinje gledati kao na još jednu očinsku figuru. Harry je sklopio čvrsto prijateljstvo i s jednim od svojih bivših profesora Obrane od mračnih sila Remusom Lupinom, jednim od Harača i jednim od najbolji prijatelja svojeg pokojnog oca.
Harry je odan svojim prijateljima i očekuje da i oni njemu budu odani, iako ga to često sprječava da bude objektivan. Obično slijedi svoje instinkte koji mu govore kome može, a kome ne može (ili ne želi) vjerovati.

#### Romanse
Harryjevu platonsku vezu s njegovom najboljom prijateljicom, Hermionom Granger, neki likovi ponekad krivo tumače. Viktor Krum, koji se zanima za Hermionu, u Plamenom peharu postaje ljubomoran na Harryja zato što ona često razgovara s njim; Rita Skeeter, neetična novinarka koja piše za tabloide, koristi nepostojeći "ljubavni trokut" između Harryja, Hermione i Viktora kao sočnu priču za časopis Vještičji tjednik. Cho Chang koja postaje Harryjeva prava djevojka u Redu feniksa također krivo tumači vezu između Harryja i Hermione ne uspijevajući razaznati da se radi samo o lažima Rite Skeeter.
Harryjeva veza s Cho seže još iz Zatočenika Azkabana kad on primjećuje njezinu ljepotu i postaje nervozan u njezinoj blizini. U Plamenom peharu njegovo zanimanje pretvara se u dublje simpatije te on uspijeva skupiti hrabrost da je pita želi li s njim na Božićni bal, ali saznaje da ona već ide s Cedricom Diggoryjem. Međutim, Cedric na kraju knjige biva ubijen. Sljedeće godine Harry počinje privlačiti Choinu pažnju - još se boreći s Cedricovom smrću ona u Harryju traži utjehu. Oni započnu vezu s mnogo uspona i padova, ali njihova veza ne može izdržati zato što njih dvoje ne žele iste stvari; Cho još uvijek tuguje i u Harryju vidi zamjenu za Cedrica, a Harry očekuje jednostavnu vezu koja će kod njega smanjiti količinu stresa, a ne ju još dodatno povećati.
U Princu miješane krvi kod Harryja se javljaju osjećaji prema Ginny koja se čini nezainteresiranom, a s kojima se on bori tijekom godine; između ostalog postaje ljubomoran na njezinog dečka, Deana Thomasa (iako to nikad otvoreno ne pokazuje). Ron ne odobrava Ginnyinu vezu s Deanom što Harry protumači kao Ronovo protivljenje tome da Ginny uopće ima dečka zbog čega postaje zabrinut da će morati izabrati između veze s Ginny i prijateljstva s Ronom. Međutim, Harryjev je pesimizam neutemeljen: Ginny i Dean prekidaju, a kad Harryja ponese Gryffindorsko osvajanje metlobojskog kupa on spontano poljubi Ginny pred svim Gryffindorima u društvenoj prostoriji. Ron, koji dvoji oko veze svojeg najboljeg prijatelja i svoje sestre, na kraju ipak odobrava njihovu vezu. Harryjeva veza s Ginny tijekom nekoliko sljedećih tjedana "čini ga sretnijim nego što je dugo bio"[HP6]. Do kraja Princa miješane krvi, međutim, Harry prekida vezu s Ginny zbog njezine sigurnosti - boji se da će joj Voldemort nauditi.
Kako Harry veći dio sedme knjige provodi u bijegu, malo je interakcije između njega i Ginny; nakon poljupca u Jazbini prije Billovog i Fleurinog vjenčanja, Harry ne vidi Ginny gotovo godinu dana. Ipak, jasno je rečeno da Harry još uvijek osjeća nešto prema Ginny, a u epilogu saznajemo da su nakon događaja u knjizi, Harry i Ginny u braku i da imaju troje djece, Jamesa Siriusa, Albusa Severusa te Lily Lunu.

### Predmeti koje posjeduje
- Pozamašna količina čarobnjačkog novca u trezoru u Gringottsu koju je naslijedio od svojih roditelja i kasnije od Siriusa Blacka (točan iznos nije poznat, ali kako je naslijedio novac obitelji Potter i obitelji Black, vjerojatno se radi o pravom bogatstvu)
- Štapić od božikovine, dug dvadeset i pol centimetara, s jednim feniksovim perom. Feniks koji je dao pero za taj štapić, Fawkes, dao je i pero za štapić Lorda Voldemorta
- Hedwiga, snježnobijela sova (Hagridov rođendanski dar, pogiba u sedmoj knjizi)
- Nimbus 2000, trkaća metla, uništena u bliskom susretu s Napadačkom vrbom. Harry je zadržao komadiće metle, ali otkada je dobio novu metlu nije poznato što se s njima dogodilo
- Plašt nevidljivosti (naslijedio ga je od oca, a za Božić mu ga je na prvoj godini dao Albus Dumbledore)
- Album s fotografijama njegovih roditelja i njihovih prijatelja (još jedan Hagridov dar)
- Odanost kućnog vilenjaka imenom Dobby koji radi u kuhinji u Hogwartsu, a prije je bio u vlasništvu obitelji Malfoy
- Nagrada za posebne usluge školi za pronalaženje Odaje Tajni i pobjedu nad zlom koje se u njoj skrivalo
- Mapa za haranje (dali su mu ju Fred i George Weasley); napravili su ju Crvorep (Peter Pettigrew), Lunac (Remus Lupin), Tihotap (Sirius Black) i Parožak (James Potter)
- Vatrena munja, najskuplja i najbolja trkača metla. Za Božić ju je na trećoj godini dobio od Siriusa Blacka kao zamjenu za njegov uništeni Nimbus 2000
- Džepni cinkoskop (Ronov rođendanski dar)
- Lisnica s čeljustima (Hagridov dar)
- Nož koji sve otvara (Siriusov dar). Jedna je oštrica noža rastaljena kada je Harry njome pokušao otvoriti jedna vrata u Odjelu tajni
- Živa minijatura Mađarske Bodljorepe, s kojom se borio na Tromagijskom turniru. Za taj model crnog zmaja nismo čuli nakon Plamenog Pehara
- Minijaturna Vatrena munja (Tonksin dar) kao zamjena za pravu metlu koja je privremeno bila zaplijenjena
- Dvostrano zrcalo (Siriusov dar)
- Stara kuća u Londonu, na Grimauldovu trgu 12 (naslijeđena od Siriusa Blacka)
- Kućni vilenjak Kreacher (naslijeđen od Siriusa Blacka). Poslan da radi u kuhinji Hogwartsa
- Hipogrif Kljunoslav preimenovan u Letimira (naslijeđen od Siriusa, trenutačno se za njega brine Hagrid)
- Udžbenik za čarobne napitke (Čarobni napici za napredne) koji je pripadao Princu miješane krvi (Severus Snape). Ima korisne bilješke i zle kletve koje je zapisao prijašnji vlasnik
- Bočica Felix Felicisa, napitka za sreću, kojeg mu je kao nagradu na njegovoj šestoj godini dao Horace Slughorn. Napitak je vjerojatno iskorišten
- Lažni horkruks Regulusa Blacka, u obliku medaljona

## Obitelj
Harry James Potter rođen je 31.srpnja 1980. Njegovi su roditelji James i Lily Potter. Njegova majka, djevojačkog prezimena Evans, potječe iz bezjačke obitelji, a njegov otac James rođen je u obitelji čistokrvnih čarobnjaka. Njegovi su roditelji (po čarobnjačkim mjerilima) bili nešto stariji. Ta čistokrvnost njegova oca mogla bi upućivati na to da je Harry u daljim rodbinskim vezama s drugim čistokrvnim obiteljima, što je rekao i sam Sirius Black.
James i Lily ostavili su Harryju u nasljedstvo veliku količinu čarobnjačkog novca koji Harry koristi za kupnju stvari za Hogwarts; Harryjev prijatelj Ron koji dolazi iz velike i siromašne obitelji ponekad je ljubomoran zbog tog bogatstva. Ako Gringotts posluje kao ostale banke iz stvarnog svijeta, Harryjevo se bogatstvo još i povećalo zato što deset godina nitko nije podizao novac iz trezora, sve dok Harry nije prvi put posjetio banku.
Harry bi također mogao biti u rodbinskim vezama sa svojim kumom, Siriusom Blackom. James i Sirius mogli bi biti rođaci u prvom koljenu, što nije iznenađujuće kad se uzme u obzir veličina obitelji Black. Charlus Potter bio je oženjen Doreom Black, unukom Phineasa Nigellusa Blacka. Nagađa se o tome jesu li oni Jamesovi roditelji, ali mora se uzeti u obzir i ono što je rekla J.K.R. - da su Jamesovi roditelji bili stariji po čarobnjačkim mjerilima (što bi značilo da su doživjeli stvarno duboku starost; Griselda Marchbanks doživjela je preko 160 godina), a Dorea je umrla sa samo 57. Ali ipak, Charlus i Dorea bili su ista generacija kao i Siriusovi roditelji, pa ta mogućnost ostaje otvorena.

## Ostalo
- Harry Potter serijal